# Lamont (Iowa)
Lamont es una ciudad ubicada en el condado de Buchanan en el estado estadounidense de Iowa. En el Censo de 2010 tenía una población de 461 habitantes y una densidad poblacional de 304,78 personas por km².

## Geografía
Lamont se encuentra ubicada en las coordenadas 42°35′55″N 91°38′26″O / 42.59861, -91.64056. Según la Oficina del Censo de los Estados Unidos, Lamont tiene una superficie total de 1.51 km², de la cual 1.51 km² corresponden a tierra firme y (0%) 0 km² es agua.

## Demografía
Según el censo de 2010, había 461 personas residiendo en Lamont. La densidad de población era de 304,78 hab./km². De los 461 habitantes, Lamont estaba compuesto por el 98.26% blancos, el 0.22% eran afroamericanos, el 0.43% eran amerindios, el 0.43% eran asiáticos, el 0% eran isleños del Pacífico, el 0% eran de otras razas y el 0.65% pertenecían a dos o más razas. Del total de la población el 0.43% eran hispanos o latinos de cualquier raza.